# Marcelo Gomes

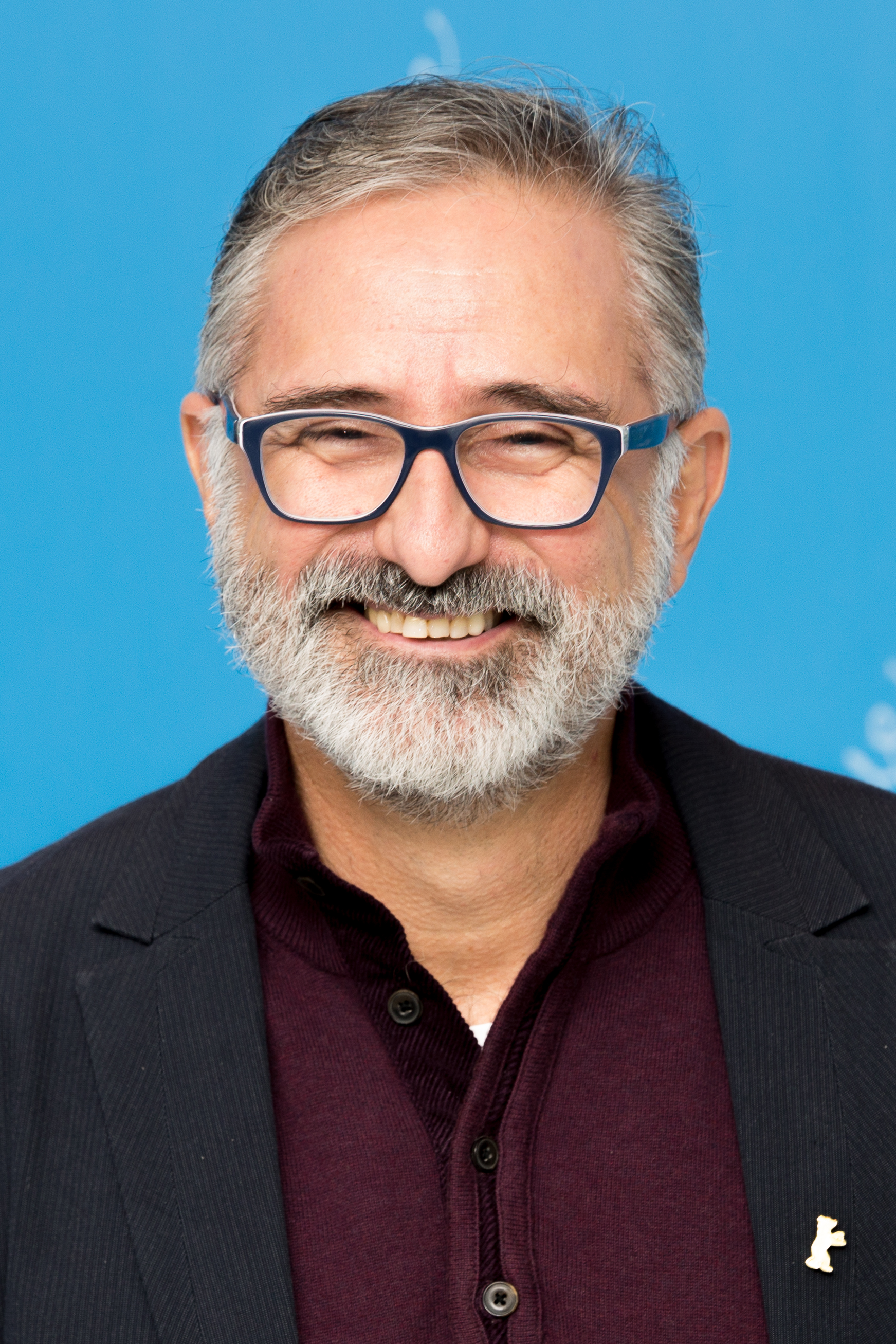
Marcelo Gomes auf der Berlinale 2017

Marcelo Ferreira de Oliveira Gomes (geb. 28. Oktober 1963 in Recife, Pernambuco) ist ein brasilianischer Filmemacher. Sein Film Joaquim wurde 2017 in den Wettbewerb der Berlinale eingeladen. Zuvor hatte er bereits Festivalteilnahmen in Cannes, Venedig und Toronto.

## Leben
Gomes rief in seiner Heimatstadt Recife bereits in jungen Jahren zwischen 1989 und 1990 einen Filmklub (Cineclube Jurando Vingar) ins Leben. Er absolvierte ab 1991 sein Filmstudium an der Universität von Bristol und drehte dort einige preisgekrönte Kurzfilme. Bereits 1995 wurde sein Kurzfilm Maracatu, Maracatus auf dem Festival de Brasília ausgezeichnet. Nach Recife zurückgekehrt, gründete er dort mit Adelina Pontual und Cláudio Assis die Produktionsfirma Parabólica Brasil. 1999 erhielt er für Clandestina Felicidade (1998) den Preis als bester Kurzfilm beim Filmfestival von Gramado. Seit 2002 tritt er auch als Drehbuchautor hervor, z. B. für Madame Satã von Karim Aïnouz.
Sein Spielfilmdebüt Cinema, Aspirinas e Urubu wurde 2005 nach Cannes eingeladen. 2009 feierte sein Film Viajo Porque Preciso, Volto Porque Te Amo in Venedig Premiere, den er zusammen mit Karim Aïnouz realisierte. Der Nachfolger-Film  Era Uma Vez Eu, Verônica lief 2012 u. a. auf dem Toronto International Film Festival und wurde auf dem Festival von Brasília prämiert.
Auf der Berlinale war Gomes bereits 2014 mit seinem Film O Homem das Multidões in der Sektion „Panorama“ zu Gast. Der Film ist eine Gemeinschaftsarbeit mit Cao Guimarães. 2017 erhielt er mit Joaquim eine Einladung in den Wettbewerb. 2019 wurde sein Dokumentarfilm Estou Me Guardando Para Quando O Carnaval Chegar über die Jeans-Produktion in Toritama im Panorama gezeigt.

## Filmografie (Auswahl)
- 2004: Sertão Acrílico Azul Piscina
- 2005: Cinema, Aspirinas e Urubus (Cinema, Aspirins and Vultures)
- 2009: Viajo Porque Preciso, Volto Porque Te Amo (I Travel Because I Have to, I Come Back Because I Love You); Co-Regie: Karim Ainouz
- 2012: Era Uma Vez Eu, Verônica (Once Upon a Time Was I, Verônica)
- 2014: O Homem das Multidões (A Man in the Crowd)
- 2017: Joaquim
- 2019: Estou me Guardando Para Quando o Carnaval Chegar  (Waiting for Carneval), Dokumentarfilm